# Kochankowie sztormowego morza
Kochankowie sztormowego morza (ang. Swept from the Sea) –  dramat, romans na podstawie opowiadania Josepha Conrada pt. Amy Foster.

## Obsada
- Rachel Weisz – Amy Foster
- Vincent Pérez – Yanko Gooral
- Ian McKellen – dr James Kennedy
- Kathy Bates – pani Swaffer
- Joss Ackland – pan Swaffer